# João Nunes
João Aniceto Grandela Nunes (ur. 19 listopada 1995 w Setúbal) – portugalski piłkarz występujący na pozycji obrońcy w węgierskim klubie Puskás Akadémia FC. Wychowanek portugalskiego klubu SL Benfica z siedzibą w Lizbonie. Młodzieżowy reprezentant Portugalii w latach 2010–2015.

## Sukcesy

### Reprezentacyjne
- Wicemistrzostwo Europy U-19: 2014